# Figeac
Figeac /fiˈʒak/ è un comune francese di 9 757 abitanti, sede di sottoprefettura, situato nel dipartimento del Lot nella regione dell'Occitania.
Il comune fa parte della regione naturale francese della Limargue. 

## Storia

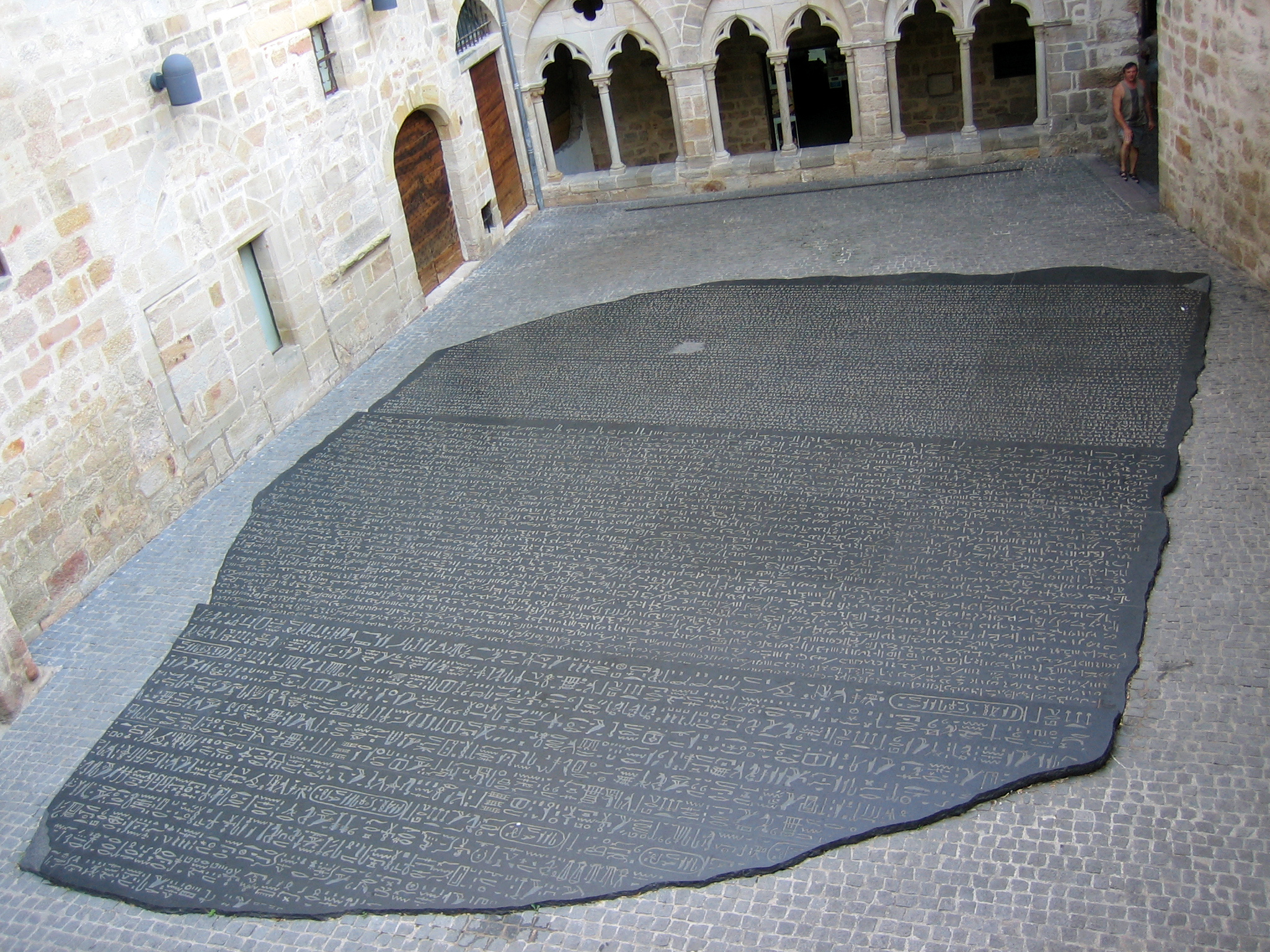
La riproduzione della stele di Rosetta sulla Place des Écritures a Figeac, città natale di Jean-François Champollion

È molto probabile che il nome Figeac derivi dal nome di persona Fidius combinato col suffisso latino -acum, indicante possesso: il toponimo Fidiacum si sarebbe poi evoluto nel termine contemporaneo; è altresì documentato l'intermedio Fiat di epoca carolingia.
Sul posto venne fondata un'abbazia in epoca carolingia, che presto prosperò vista la posizione sul Cammino di Santiago di Compostela, divenendo parte di un importante agglomerato urbano. Nel corso del Basso Medioevo vi furono crescenti tensioni fra le famiglie dei mercanti ed il potere abbaziale, tanto che nel 1302 Filippo il Bello cercò di porre fine alle dispute ponendo Figeac sotto la propria diretta dipendenza ed accordando alla città il privilegio di battere moneta; a questo privilegio se ne aggiunsero altri nel corso del secolo XIV. Nel 1371 la città fu conquistata dalle truppe inglesi, che però la abbandonarono l'anno successivo in seguito alla riscossione di una indennità.
Durante le guerre di religione, Figeac fu teatro di sanguinosi scontri, che terminarono col dominio protestante sulla città, che fu confermato dall'Editto di Nantes. La cittadella, edificata nel corso dei conflitti religiosi, fu abbattuta nel 1622, mentre altre fortificazioni furono distrutte nel corso del secolo XVIII.
Nel 1790 nacque a Figeac Champollion. Nel 1862 la città fu collegata alla ferrovia per Tolosa con l'apertura della stazione omonima. Nel 1944 i soldati nazisti, per rappresaglia all'attività di resistenza, arrestarono 800 cittadini dei quali 540 furono deportati verso Dachau e Neuengamme.

### Simboli
L'Armorial Général de France del 1696 riporta uno stemma d'argento, alla croce di rosso.

## Monumenti e luoghi d'interesse
Fra i suoi edifici più notevoli, si segnalano l'Hôtel de la Monnaie (XIII secolo), attualmente sede di un museo archeologico, e la chiesa romanica del Santo Salvatore (Saint-Sauveur).

## Società

### Evoluzione demografica
Abitanti censiti

### Economia
La città ospita la sede centrale dell'azienda Figeac Aero